# Курцио Малапарте
Курцио Малапарте (итал. Curzio Malaparte; Прато, 9. јун 1898 — Рим, 19. јул 1957), чије је право име било Курт Ерих Зукерт, био је италијански књижевник, филмски редитељ, новинар и дипломат.

## Биографија
Родио се у малом тосканском месту Прату. Мајка му је била Италијанка из Ломбардије - Евелина Перели (итал. Evelina Perelli), а отац Немац - Ервин Зукерт, руководилац у једној текстилној фабрици. За време Првог светског рата, иако је тада имао само шеснаест година, побегао је из класичне гимназије и пријавио се као добровољац у француску војску, пошто је Италија тада још била неутрална. У Француској је био војник Гарибалдијеве легије све до маја 1915 када су Италија и Француска постале свезнице. Исте 1915. Малапарте се прикључио Петој алпинској регименти, где је добио чин капетана и био одликован неколико пута. На француском фронту код Ремса је 1918. био изложен дејству иперита који му тешко оштетио плућа и због чега је имао озбиљних здравствених проблема све до своје смрти. Своје образовање је стекао на Колеџу Чикоњини (итал. Collegio Cicognini), Прато и на Универзитету Ла Сапиенца (итал. La Sapienza) у Риму. После рата једно време ради у дипломатској служби а од 1922. до 1930. углавном као новинар.

### Политичко деловање
У току 1920-тих Малапарте је био један од италијанских интелектуалаца који подржавао италијанске фашисте и Мусолинија. Године 1922. узео учешће у Мусолинијевом маршу на Рим и подржавао фашисте својим чланцима у часопису 900. Касније је почео да се дистанцира и критикује Мусолинија и фашисте па је 1933. године био искључен из фашистичке партије Италије а у периоду од 1933.-1938. био је у кућном притвору на острву Капри. На интервенцију Галеаца Ћана је био ослобођен па затим хапшен и и држан у злогласном римском затвору Ређина Ћели (итал. Regina Coeli) 1938, 1939, 1941. и 1943. године.
У том периоду објавио је неколико књига. Есејом Камелеон замерио се Мусолинију који га је због тога из Рима отерао у Торино. Учинио му је, у неку руку, услугу, јер се тако Малапарте приближио Француској, где је 1931. објавио Технику државног удара (фр. Technique du coup d`etat), прво дело у Европи против Хитлера. Пошто је убрзо штампао и Добричину Лењина (итал. Intelligenza di Lenin) Мусолини га је протерао из Италије па се Малапарте настанио у Лондону.
После Другог светског рата био је близак Палмиру Тољатију мада никад није постао члан Комунистичке партије Италије. Пред крај живота је путовао у СССР и Кину на основи чега је настао његов путопис Ја у Русији и Кини (итал. Io, in Russia e in Cina) објављен постхумно.

### Ратно дописништво и новелистика
Током већег дела Другог светког рата био је ратни дописник миланског дневника Коријере дела Сера (итал. Corriere della Sera)  и официр Италијанске армије на Источном фронту.  Ратне епизоде у којима Малапарте има улогу сведока из Пољске, Финске, Румуније, Украине и Југославије постале су окосница његових романа Kaputt, Кожа (итал. La pelle) и Волга се рађа у Европи.  У Италију се вратио 1943 где је постао италијански официр за везу при штабу Америчке армије у Италији. Године 1944. је објавио роман Kaputt, дело које га је учинило славним. Kaputt је роман-сведочанство писано са тачке гледишта оних који су осуђени да изгубе рат. Описујући немачку јединицу која бежи испред непријатеља на Украинском фронту, Малапарте каже:

Када се Немци препадну, када тај мистериозни немачки страх почне да се увлачи у њихове кости, они увек изазову у човеку посебан ужас и сажаљење. Њихова појава је бедна, њихова окрутност жалосна, њихова храброст нема и безнадна.

У истом роману Малапарте је описао свој сусрет са Павелићем у глави Корпа са остригама:

Прошло је подуже времена од како нисам видео Анту Павелића. Када сам ушао у његов студио, приметио сам да је променио место намештаја. Док смо разговарали, ја сам посматрао корпу од врбовог прућа, постављену на његовом столу, на левој страни од Поглавника. Поклопац је био подигнут, видело се да је корпа била пуна морских плодова, тако су ми изгледали, рекао бих остриге, али извађене из љуштуре … 

"То су остриге из Далмације?", упитао сам Поглавника.

Анте Павелић је подигао поклопац корпе и показујући те морске плодове, ту љигаву и пихтијасту масу острига, рекао је, осмехујући се, са тим својим добрим и уморним осмехом.
 "То је поклон мојих верних усташа: двадесет килограма људских очију."

Први превод и издање Kaputtа на немачком језику је 1951. године дочекано тужбом коју је пред судом у Карлсруеу против Малапартеа покренуо барон Густаф Браун фон Штум због описа душевних патњи и самоубиства Јозефине (итал. Guiseppina) фон Штум, друге жене барона фон Штума. Када је чуо да му се жена убила, фон Штум је мало поцрвенео и узвикнуо: "Хајл Хитлер". Ни једна од немачких жена није дошла на сахрану Јозефине, Италијанке пореклом. Барон фон Штум, који је током рата био Хитлеров амбасадор и представник за штампу Министарства спољних послова, оптужио је Малапартеа за измишљен опис узрока самоубиства Јозефине. Тужилац фон Штум је захтевао конфискацију целог издања књиге и казну од 10 000 марака коју би издавач књиге Шталберг морао да плати добротворним институцијама у Италији. Малапарте и његова одбрана су тврдили да се ради о фикцији а не истини. Суд није донeо одлуку о заплени књиге нити је осудио Малапартеа на затвор.
Наредни роман Кожа (1949) још више ће учврстити његову репутацију великог писца. Године 1944. Малапарте се вратио у Италију где је постао официр за везу, у чину капетана, при савезничкој команди. Долазак америчких трупа у Напуљ, стање немоћи и очаја у Напуљу чине наративно језгро овог романа. Сам је роман пун голог реализма и грубих описа свакодневног живота у Напуљу у то време рата, што често прелази у надреализам и гротескност. Кожу је публиковала издавачка кућа "Aria d'Italia" 1949. године и одмах је по публиковању стављена на списак забрањених књига (Index Librorum Prohibitorum), без икаквог образложења. Сматра се да је разлог за то био опис групе Јевреја распетих на дрвећу у Украјини, у форми тешке оптужбе хришћанства у Европи, што је Римокатоличка црква могла протумачити као богохуљење и увреду. Малапартеа је Римокатоличка црква Италије екскомуницирала и издејствовала да му се забрани боравак у Напуљу.
У историји књижевности биће запамћен по још неколико занимљивих публицистичких, песничких, есејистичких, романескних и драмских дела: Содома и Гомора (1931), Волга се рађа у Европи (итал. Il Volga nasce in Europa, 1943), Проклети Тосканци (итал. Maledetti toscani, 1956) итд.

### Драма, филм и архитектура
Године 1947. Малапарте се преселио у Париз. У Паризу је написао две драме које нису доживеле успех на сцени. Драма "На Прустовој страни" (фр. Du Côté de chez Proust) је о животу Марсела Пруста а "Капитал" је драмски портрет Карла Маркса. "Забрањени Христ" (итал. Cristo Proibito) је био Малапартеов умерено успешан филм који је он режирао и чији је сценарио написао 1950. године. Овај филм је добио специјалну награду града Берлина на Првом берлинском међународном филском фестивалу 1951. године. Филм је прича о ратном ветерану који се враћа у своје село да би осветио братову смрт кога су убили Немци. Филм је у Сједињеним државама приказан 1953. године под именом "Чудна обмана" (енгл. Strange Deception) и проглашен за један од пет најбољих страних филмова те године од стране Националног одбора за преглед (енгл. National Board Of Review).
Малапарте је написао и режирао кабаретску представу (енгл. variety show) "Сексофон" (енгл. Sexophone) са којом је намеравао да прокрстари Сједињене државе на бициклу. На једној литици на острву Капри је саградио Вилу Малапарте по нацрту италијанског архитекте Адалберта Либерe (итал. Adalberto Libera). Ова вила је постала део културне баштине Италије.

### Смрт
Пред крај живота 1957. године Малапарте је посетио Народну Републику Кину. Тешко болестан је, уз помоћ италијанске државе, пребачен у Рим. Својим тестаментом је оставио Кини своју кућу, Вилу Малапарте, на острву Капри. Међутим тестамент су пред судом оборили Малапартеови наследници. Малапарте је умро јула 1957. године од рака плућа. Смрт му је убрзало, а вероватно било и узрок рака плућа, тровање иперитом у Првом светском рату и пушење. Сахрањен је, по личној жељи, у маузолеју саграђеном на врху планине Ле Косте (итал. Le Coste) изнад места Прато у коме је рођен. Пред крај његовог живота Римокатоличка црква је покушавала да га покрсти а Италијански комунисти су му доделили чланску карту неколико дана пре смрти. Није познато којој је од ове две црквe Малапарте пришао на крају живота.. Покушај покатоличења Малапартеа је схваћен, по некима, као последња пишчева комедија.